# Mixed-Up Confusion/Corrina, Corrina
Mixed-Up Confusion/Corrina, Corrina è un singolo scritto ed interpretato dal cantautore statunitense Bob Dylan, pubblicato come suo primo singolo di debutto nel 1962.

## Descrizione
I brani vennero registrati con l'accompagnamento di una band "elettrica" il 14 novembre 1962 durante le sessioni per l'album The Freewheelin' Bob Dylan, dove però il brano sul lato A Mixed-Up Confusion non venne inclusa. A differenza della quasi totalità del materiale inciso da Dylan all'epoca, che era acustico, Mixed-Up Confusion e Corinna, Corinna possedevano una sonorità folk rock in anticipo sui tempi. Il 45 giri fu pubblicato negli Stati Uniti il 14 dicembre 1962; la versione di Corinna, Corinna è una differente take rispetto a quella inclusa in The Freewheelin' Bob Dylan. Il disco non riscosse particolare successo e il singolo venne presto ritirato dal commercio. Secondo una leggenda mai ufficialmente confermata o smentita, Dylan scrisse  Mixed-Up Confusion in taxi mentre si recava agli studi della Columbia per la sessione di registrazione.
Una versione inedita di  Mixed-Up Confusion, incisa il 1º novembre 1962 con successive sovraincisioni, venne inserita nella compilation Masterpieces del 1978, e nel cofanetto antologico del 1985 Biograph (la ristampa datata 1997 di Biograph include una versione stereo del singolo pubblicato nel '62, al posto della versione alternativa).

## Tracce
1. Mixed-Up Confusion - 2:28
2. Corrina, Corrina - 2:40

## Formazione
Musicisti
- Bob Dylan - voce, chitarra, armonica a bocca
- George Barnes - chitarra
- Bruce Langhorne - chitarra
- Dick Wellstood - pianoforte
- Gene Ramey - basso
- Herb Lovelle - batteria

Produzione
John H. Hammond - produttore